# Rothwell (Northamptonshire)
Rothwell è un paese di 8 000 abitanti della contea del Northamptonshire, in Inghilterra.